# Westenesch
Westenesch est un hameau situé dans la commune néerlandaise d'Emmen, dans la province de Drenthe. Le 1er janvier 2004, Westenesch comptait 200 habitants.